# 2469 Tadjikistan
2469 Tadjikistan è un asteroide della fascia principale. Scoperto nel 1970, presenta un'orbita caratterizzata da un semiasse maggiore pari a 3,1115674 UA e da un'eccentricità di 0,1336770, inclinata di 9,67784° rispetto all'eclittica.